# Коул Тауншип (округ Нортамберленд, Пенсільванія)
Коул Тауншип (англ. Coal Township) — селище (англ. township) в США, в окрузі Нортамберленд штату Пенсільванія. Населення — 10 139 осіб (2020).

## Демографія
Згідно з переписом 2010 року, у селищі мешкали 10 383 особи в 3600 домогосподарствах у складі 2215 родин. Було 4214 помешкання
Расовий склад населення:
| - 87,2 % — білих - 10,2 % — чорних або афроамериканців - 0,2 % — корінних американців - 0,2 % — азіатів - 1,8 % — осіб інших рас |

До двох чи більше рас належало 0,5 %. Частка іспаномовних становила 2,5 % від усіх жителів.
За віковим діапазоном населення розподілялося таким чином: 16,3 % — особи молодші 18 років, 65,7 % — особи у віці 18—64 років, 18,0 % — особи у віці 65 років та старші. Медіана віку мешканця становила 41,8 року. На 100 осіб жіночої статі у селищі припадало 143,2 чоловіків;  на 100 жінок у віці від 18 років та старших — 146,9 чоловіків також старших 18 років.
Середній дохід на одне домашнє господарство  становив 47 938 доларів США (медіана — 37 194), а середній дохід на одну сім'ю — 57 391 долар (медіана — 43 809). Медіана доходів становила 38 801 долар для чоловіків та 31 279 доларів для жінок. За межею бідності перебувало 14,8 % осіб, у тому числі 17,7 % дітей у віці до 18 років та 10,5 % осіб у віці 65 років та старших.
Цивільне працевлаштоване населення становило 3014 осіб. Основні галузі зайнятості: освіта, охорона здоров'я та соціальна допомога — 29,1 %, виробництво — 12,1 %, мистецтво, розваги та відпочинок — 11,9 %.